# Ursula von der Leyen
Ursula Gertrud von der Leyen (rođena Albrecht; Ixelles, Belgija, 8. listopada 1958.) njemačka je političarka koja je od 1. prosinca 2019. godine predsjednica Europske komisije. Ponovno je izabrana na tu poziciju 18. srpnja 2024. U njemačkoj Vladi Angele Merkel bila je od 2005. godine, obnašajući dužnosti ministrice obitelji, umirovljenika, žena i mladih (2005. – 2009.), ministrice rada i civilnih poslova (2009. – 2013.), te ministrice obrane (2013. – 2019.).  
Nakon diplomiranja na Medicinskom fakultetu u Hannoveru radila je kao pomoćnica liječnika na Klinici za žene Medicinskog fakulteta do 1992. godine. Od 1992. do 1996. bila je kućanica u Stanfordu u Kaliforniji, dok je njezin suprug, Heiko von der Leyen, bio profesor medicine na Sveučilištu Stanford. Nakon povratka u Njemačku do 2002. godine predavala je na Odjelu za epidemiologiju, socijalnu medicinu i istraživanje zdravstvenog sustava na Medicinskom fakultetu u Hannoveru. Političku karijeru započinje ulaskom u Parlament Donje Saske 2003. godine.  
Članica je Kršćansko-demokratske unije (CDU), kao i Europske pučke stranke (EPP). Forbes ju je proglasio najmoćnijom ženom svijeta 2022. i 2023. godine.

## Raniji život i obitelj
Rođena je i odrasla u Bruxellesu, a roditelji su joj Nijemci. Njezin otac, Ernst Albrecht, bio je jedan od prvih službenika Europske komisije od 1958. do 1970. godine. Odgajana je dvojezično na njemačkom i francuskom jeziku. Dok je živjela u Bruxellesu, njezina mlađa sestra Benita-Eva umrla je u dobi od jedanaest godina od raka. Godine 2019. navela je taj događaj kao jedan od razloga zašto se njezina Europska komisija odlučila „posvetiti borbi protiv raka”. U Bruxellesu je živjela do 13. godine, sve do 1971. kada se obitelj seli u gradić Sehnde kod Hannovera. Njezin otac se uključuje u politiku, te 1976. postaje premijer savezne pokrajine Donje Saske, dužnost koju je obavljao do 1990. godine, kao član CDU.
Većina njezinih predaka potječe iz bivših država Hannover i Bremen u današnjoj sjeverozapadnoj Njemačkoj, a ima i američku prabaku britanskog podrijetla. Obitelj Albrecht bila je među hübsche ("dvorskim“ ili "otmjenim“) obiteljima Kraljevine Hanover — države koja je bila u personalnoj uniji sa Ujedinjenim Kraljevstvom — a njeni su preci bili liječnici, odvjetnici i državni službenici od 17. stoljeća. Njezin prapradjed George Alexander Albrecht preselio se u Bremen u 19. stoljeću, gdje je postao bogati trgovac pamukom, dio Hanzeatske lige i austrougarski konzul od 1895. godine. Oženio se barunicom Louise Dorotheaom Betty von Knoop (1844.–1889.), kćerkom baruna Johanna Ludwiga von Knoopa, jednog od najuspješnijih poduzetnika Ruskog Carstva 19. stoljeća.
Pradjed i prabaka Ursulinog oca bili su trgovac pamukom Carl Albrecht (1875.–1952.) i Mary Ladson Robertson (1883.–1960.), Amerikanka koja je potjecala iz obitelji plantažera u Charlestonu, Južnoj Karolini. Njezini preci odigrali su značajnu ulogu u britanskoj kolonizaciji Amerike. Među njezinim precima bili su guverneri John Yeamans, James Moore, Robert Gibbes, Thomas Smith i Joseph Blake, zamjenik guvernera Pennsylvanije Samuel Carpenter i američki revolucionar i zamjenik guvernera Južne Karoline, James Ladson. Obitelj Ladson bila je vlasnik velikih plantaža i njihov predak James H. Ladson držao je više od 200 robova. Carl i Mary bili su roditelji djeda Ursule von der Leyen, psihologa Carla Albrechta, koji je bio poznat po razvoju nove metode meditacije i istraživanju mistične svijesti.

## Obrazovanje i karijera
Godine 1977. von der Leyen upisuje studij ekonomije na Sveučilištu u Göttingenu. Nakon saznanja da Frakcija Crvene armije planira njezinu otmicu jer je kći poznatog političara, 1978. godine bježi u London, gdje pohađa Londonsku školu ekonomije (LSE) pod lažnim imenom Rose Ladson (prezime njezine američke prabake). Vratila se u Njemačku 1979., ali je nekoliko godina živjela sa sigurnosnom postrojbom uz sebe.
Godine 1980. prebacuje se na Medicinski fakultet u Hannoveru, koji završava 1987. i specijalizira žensko zdravlje. Od 1988. do 1992. radila je kao pomoćnica liječnika na Klinici za žene Medicinskog fakulteta u Hannoveru. Po završetku doktorskog studija diplomirala je i kao doktorica medicine 1991. godine. Nakon rađanja blizanaca, od 1992. do 1996. bila je kućanica u Stanfordu u Kaliforniji, dok je njezin suprug bio profesor medicine na Sveučilištu Stanford. Obitelj se u Njemačku vratila 1996. Od 1998. do 2002. von der Leyen je predavala na Odjelu za epidemiologiju, socijalnu medicinu i istraživanje zdravstvenog sustava na Medicinskom fakultetu u Hannoveru. Godine 2001. na istom fakultetu završila je i magistarski studij javnog zdravstva.

### Optužbe za plagijat
Godine 2015. objavljeno je da je navodno 43,5% stranica njezine doktorske disertacije plagijat. Medicinski fakultet u Hannoveru proveo je istragu i zaključio u ožujku 2016. da, iako teza sadrži plagijat, ne može se dokazati nikakva namjera obmane. Sveučilište je odlučilo da neće poništiti njezinu doktorsku diplomu. Brojni mediji kritizirali su ovu odluku, navodeći da nije bila transparentna, te da nije u skladu sa utvrđenim pravilima.

## Politička karijera

### Početak političke karijere (2003. – 2013.)
Članicom CDU postaje još 1990., a aktivnija članica postaje nakon povratka u Njemačku, 1996. godine. Na izborima 2003. godine ulazi u Parlament Donje Saske, te postaje ministrica zdravstva, civilnih poslova, žena i obitelji ove pokrajine. Godine 2005. Angela Merkel imenuje je državnom ministricom obitelji, umirovljenika, žena i mladih.
Na njemačkim saveznim izborima 2009. von der Leyen je izabrana u Bundestag, kao predstavnica 42. izborne jedinice Hannover, uz Edelgard Bulmahn. U pregovorima o ustroju koalicijske vlade nakon izbora, vodila je izaslanstvo CDU/CSU u radnoj skupini za zdravstvenu politiku. Ponovno je imenovana za ministricu obitelji, a 2009. za ministricu rada i civilnih poslova.
Von der Leyen je pomogla Merkel da pomakne CDU u politički centar. Govoreći o povećanju broja vrtića, podršci uvođenja kvote žena u glavnim odborima tvrtki, podršci homoseksualnih brakova i minimalnoj plaći u cijeloj zemlji, von der Leyen je stvorila neprijatelje među konzervativnijim članovima stranke i pridobila obožavatelje s ljevice.

Von der Leyen je u početku smatrana favoritom za kandidatkinju CDU/CSU na njemačkim predsjedničkim izborima 2010., ali je Christian Wulff na kraju izabran kao stranački kandidat. Mediji su izvijestili da je Wulffova nominacija bila udarac za Angelu Merkel, čiji su izbor von der Leyen blokirali konzervativniji članovi dviju stranaka.

### Ministrica obrane (2013. – 2019.)
Godine 2013. Ursula von der Leyen imenovana je prvom njemačkom ministricom obrane, a do 2019. godine ostala je jedina članica Vlade koja je u kabinetu Merkel od 2005.
U svojoj prvoj godini na dužnosti, von der Leyen je tri puta posjetila trupe Bundeswehra stacionirane u Afganistanu. U rujnu 2015. signalizirala je da je spremna odgoditi povlačenje 850 njemačkih vojnika iz Afganistana, dok se kasnije usprotivila povlačenju.
Nakon što je Mađarska vodenim topom i suzavcem otjerala tražitelje azila s mađarsko-srpske granice u rujnu 2015., tijekom europske migrantske krize, von der Leyen je javno kritizirala vladu premijera Viktora Orbána i nazvala mjere "neprihvatljivima i [...] protivnima europskim vrijednostima".
Od 2018. do imenovanja za predsjednicu Europske komisije navedena je kao favorit za nasljednika Jensa Stoltenberga na mjestu glavnog tajnika NATO-a. Die Welt je izvijestio da je von der Leyen "vrlo cijenjena u savezu" i da "svi [NATO] ministri obrane slušaju kad ona govori".

## Predsjednica Europske komisije
Europsko vijeće predložilo je von der Leyen kao svoju kandidatkinju za dužnost predsjednice Europske komisije, 2. srpnja 2019. Dana, 16. srpnja 2019. Europski parlament tajnim glasovanjem izabrao je von der Leyen za ovu poziciju. Za njezin izbor glasovalo je 383 zastupnika, dok ih je 327 bilo protiv te 22 suzdržana zastupnika, dok je jedan glasački listić bio je nevažeći. Postala je prva žena koja obnaša tu dužnost i prva osoba njemačkoga podrijetla nakon prvoga predsjednika Komisije, Waltera Hallsteina.
Dana 27. lipnja 2024. Europsko vijeće predložilo je von der Leyen za drugi mandat predsjednice Europske komisije. Dana 18. srpnja Europski parlament potvrdio je njezinu nominaciju, s 401 glasom za, 284 glasova protiv, 15 suzdržanih, te 17 nevažećih glasova.

### Rat Izraela i Hamasa
Na 75. godišnjicu neovisnosti Izraela, von der Leyen je Izrael nazvala "živom demokracijom" na Bliskom istoku zbog koje je "pustinja procvjetala". Ministarstvo vanjskih poslova Palestinske Samouprave kritiziralo je ove navode kao rasističke. Tijekom rata između Izraela i Hamasa, kritizirali su je brojni zastupnici i diplomati jer podržava Izrael i ne poziva na prekid vatre. Dana 13. listopada 2023. posjetila je Izrael kako bi izrazila solidarnost s tom zemljom, zbog čega je kritizirao i Josep Borell, visoki predstavnik Unije za vanjske poslove.

## Osobni život
Godine 1986. udala se za liječnika Heika von der Leyena, člana obitelji von der Leyen koja se obogatila trgovanjem svilom i bila oplemenjena 1786. godine. Njezin suprug profesor je medicine i izvršni direktor tvrtke koja se bavi medicinskim inženjeringom. Upoznala ga je u sveučilišnom zboru u Göttingenu. Imaju sedmero djece, rođene između 1987. i 1999. godine.
Von der Leyen je luteranka. Izvorni je govornik njemačkog i francuskog, te tečno govori engleski jezik, nakon što je pet godina provela u Ujedinjenom Kraljevstvu i Sjedinjenim Državama. Živi sa svojom obitelji na farmi u Burgdorfu blizu Hannovera gdje drže konje. U prošlosti se bavila jahanjem.